# Mohammed Ababou
Mohamed Ababou (àrab: محمد أعبابو, Muḥammad Aʿbābū) (Bourd, província de Taza, 1934 - Er-Rich, 20 de juliol de 1971) fou un oficial de les Forces Armades Reials del Marroc. Juntament amb el general Mohammed Medbouh i el seu germà M'hamed va organitzar un cop d'estat contra el rei Hassan II el 10 de juliol de 1971. Va rebre la seva instrucció militar a l'escola Dar al-Bayda, a Meknès.

## El cop
Va ser l'encarregat pel tinent coronel M'hamed Ababou (el seu germà petit) d'assaltar el palau de Skhirate des del sud, el que va fer sense trobar resistència significativa. Després del fracàs del cop va ser detingut, jutjat i empresonat juntament amb altres protagonistes del cop (Akka i Mzireg). Després d'un fallit intent de fugida amb un grup de presoners entre els quals es trobava Ali Bourequat, va desaparèixer i no se sap res de les circumstàncies de la seva suposada mort. Tot i que uns anys més tard la seva família va rebre un certificat oficial de la mort amb data de 20 de juliol de 1976 encara és considerat com a desaparegut per l'Estat marroquí.